# ヴィジェイパット・シンハニア

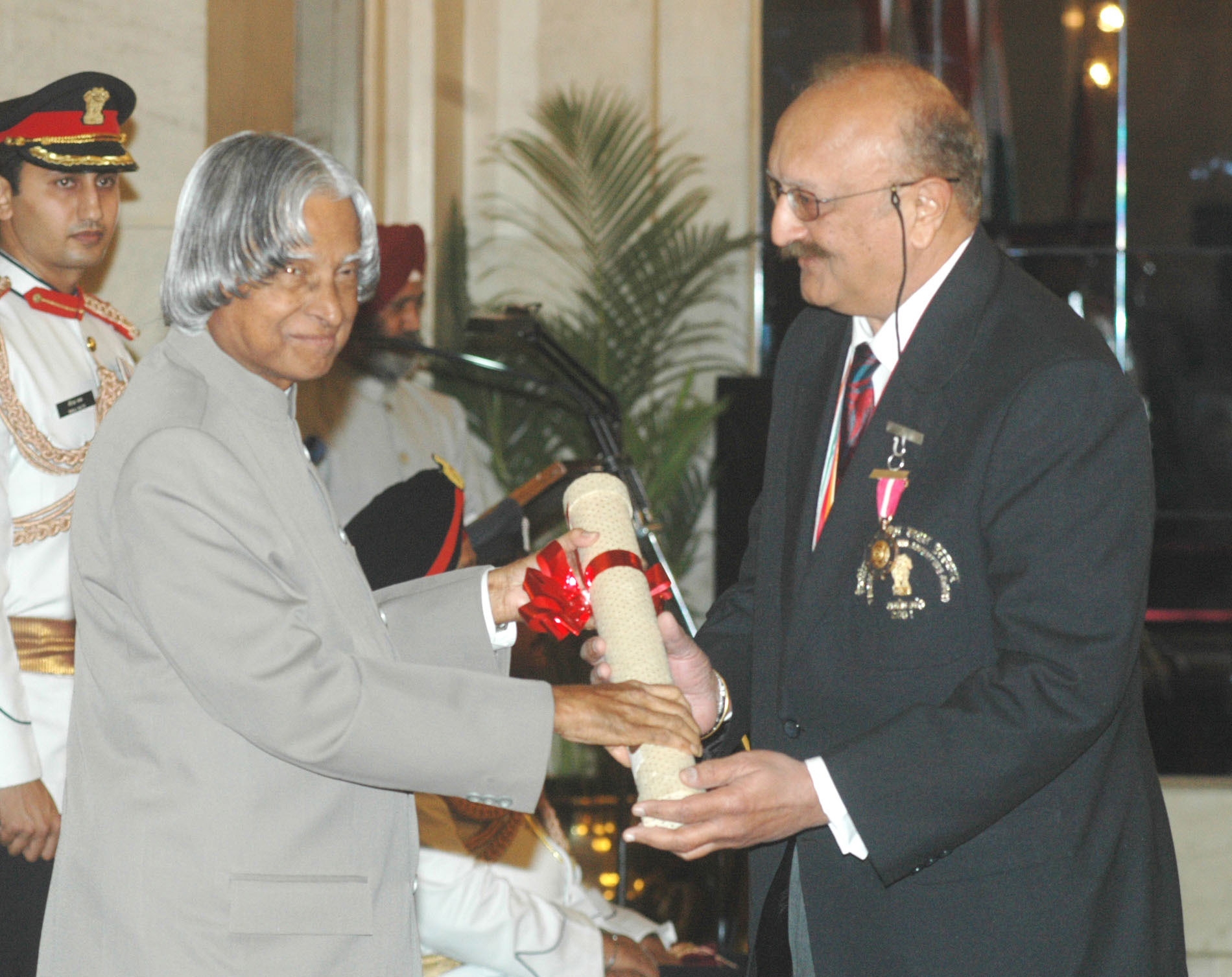
アブドゥル・カラームからパドマ・ブーシャン勲章を受け取るヴィジェイパット・シンハニア

ヴィジェイパット・シンハニア（Vijaypat Singhania、1938年10月4日 - ）はインドの繊維品会社、レイモンド・グループの社長でアマチュア飛行家である。2005年11月26日、67歳で69,000フィート（21,000 m ）の熱気球の高度飛行の世界記録を樹立した。2005年12月19日から2006年12月18日の間ムンバイ保安官を務めた。
アマチュア・パイロットとして5,000時間以上の飛行経験を持ち、1994年に国際航空連盟の24日で34,000kmを飛行するレースに優勝し、インド空軍の名誉司令官に任命された。1998年にマイクロプレーンでイギリスからインドまでの単独飛行の記録を樹立した。2005年に1988年にペール・リンドストランドの保持していた19,811 mの熱気球の高度飛行記録を更新する21,000 mの記録を樹立した。2005年にイギリス飛行クラブ金賞を受賞し、2006年にインド政府から民間人に贈られるパドマ・ブーシャン勲章を受賞した。